# 雪林棘蛙
雪林棘蛙（学名：Nanorana xuelinensis）一种分布于中华人民共和国云南省南部地区的两栖动物，隶属于叉舌蛙科倭蛙属。模式产地为云南省澜沧县雪林佤族乡。

## 形态特征
雪林棘蛙体型较大，成体体长101.7～107.3毫米。身体背面棕黄色带有一些明显或不明显的黑色斑点，腹面黄白色。雄蛙的胸腹部、体侧、前肢外侧、后肢背面、臀部、下颌缘及上眼睑具有黑色棘刺，其余部位皮肤光滑；雌蛙全身皮肤光滑。